# Colonna dell'Immacolata (Palermo)

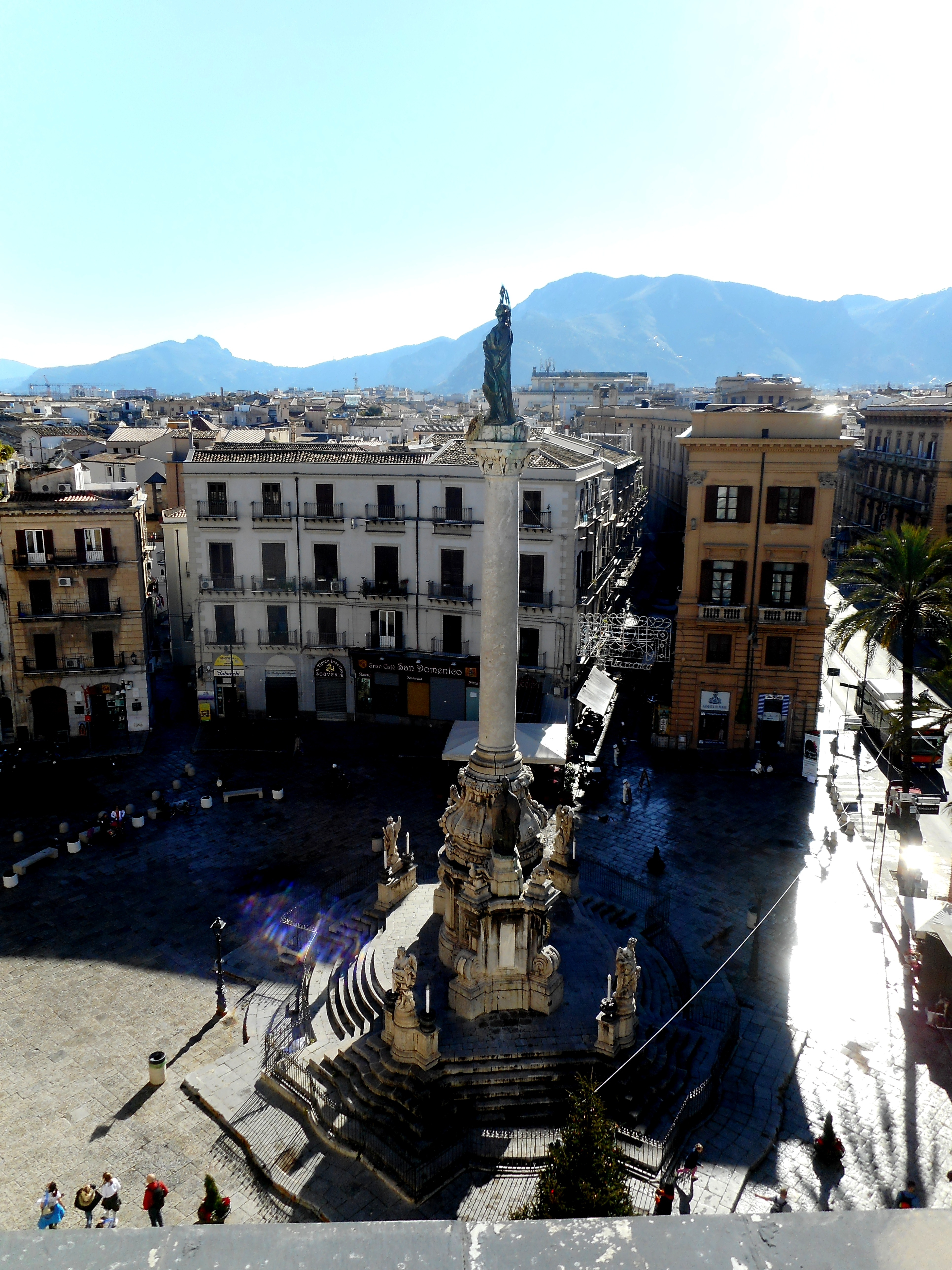
Colonna dell'Immacolata dall'alto.

La Colonna dell'Immacolata è un monumento di Palermo posto in Piazza San Domenico nel quartiere La Loggia.

## Storia

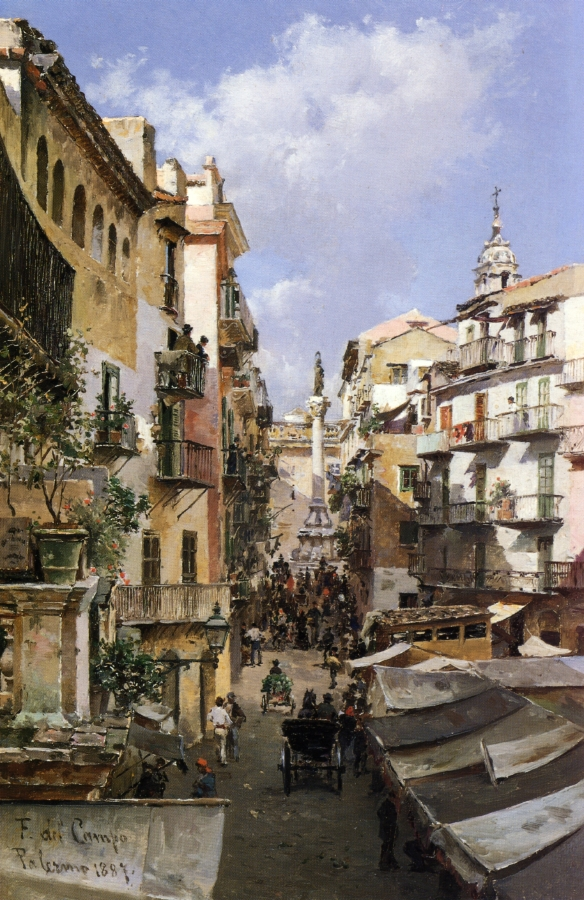
La colonna in un quadro di Federico del Campo

La colonna venne edificata nel 1728 per riempire la piazza che risultava essere molto spoglia in concomitanza ai lavori per il rifacimento della facciata della chiesa di San Domenico. Il monumento è composto da una grande base marmorea sormontata da un'alta colonna, sempre marmorea, in cima alla quale è presente la statua dell'Immacolata in bronzo, l'intera struttura progettata nel 1724 da Tommaso Maria Napoli e costruita da Giovanni Amico. Il progetto originale prevedeva il corpo della colonna monolitica molto più allungato, i Padri Domenicani disposero un'altezza tale da rendere visibile la statua della Vergine dall'altare maggiore durante l'ufficio delle sacre funzioni.
Lo stile della struttura è tipicamente barocco ed oltre alla colonna troviamo le statue di Papa Pio IX e Papa Pio XII dello scultore Sgarlata, poste per volontà del Cardinale Arcivescovo di Palermo Sua Ecc. Rev.ma Ernesto Ruffini il 13 Ottobre 1954, anch'esse in bronzo, poste alla base della colonna. Ai piedi dell'intero altare troviamo una scalinata in pietra di Billiemi di forma quadrata ad ogni estremità della quale troviamo statue marmoree che raffigurano angeli con le ali. L'intera opera è chiusa da una cancellata protettiva.
Sui piedistalli anticamente erano alloggiate le statue dei sovrani committenti dell'opera: Carlo VI d'Asburgo e della moglie Elisabetta Cristina di Brunswick-Wolfenbüttel, opere dello scultore Giovanni Battista Ragusa autore anche della statua dell'Immacolata Concezione che troneggia sull'apice della colonna a lei dedicata e dell'Arcangelo Michele raffigurato nell'atto di sguainare la spada. Intorno allo zoccolo sono presenti delle epigrafi e disposte ai vertici di un quadrilatero, le statue di altri tre Arcangeli: Gabriele, Raffaele, Uriele, opere degli scultori Vincenzo Vitagliano, Giacomo Vitagliano e di Giuseppe Marino. Sotto la Corona Borbonica nel 1750 le statue furono sostituite con le immagini di Carlo III di Spagna e della moglie Maria Amalia di Sassonia, opere di Procopio Serpotta. Con la Rivoluzione siciliana del 1848 furono fuse per ricavarne cannoni. Il 13 ottobre 1954, in occasione del Congresso Mariano della Sicilia, rimpiazzate per iniziativa del cardinale Ernesto Ruffini, dalle statue bronzee di Papa Pio IX e di Papa Pio XII opere di Filippo Sgarlata.

## Restauro
Nel corso degli anni per la mancata manutenzione, la colonna ha attraversato uno stato d'abbandono oltre al naturale deterioramento del tempo, presentando crepe più o meno profonde che hanno causato l'indebolimento della stessa.
Di seguito nel dicembre 2012, l'amministrazione comunale di Palermo ha dato il via al totale restauro, grazie alla segnalazione del movimento attivista cittadino "Azione Siciliana".

## Curiosità
Benché la costruzione sia anteriore all'omonima Colonna dell'Immacolata a Roma, solo col dogma dell'Immacolata Concezione, stabilito dalla Chiesa cattolica nel 1854 il monumento diventa oggetto di culto. Il 13 ottobre 1954, in occasione del Congresso Mariano della Sicilia, per iniziativa del cardinale Ernesto Ruffini, intorno alla grande statua della Madonna istituisce “l'infiorata”, alla stregua della manifestazione romana, in Piazza di Spagna.
La consuetudine si ripete l'8 dicembre di ogni anno, festa dell'Immacolata Concezione, attorno al cui monumento la popolazione di Palermo depone con entusiasmo e fede omaggi floreali, alcuni dei quali vengono posti dai pompieri sulla sommità, ai piedi della Madonna. Analoghe celebrazioni si svolgono presso la Guglia dell'Immacolata in Piazza del Gesù Nuovo a Napoli a poche centinaia di metri dalla chiesa di San Domenico Maggiore e la guglia omonima.